# VAG Rundschrift

VAG Rundschrift

Die VAG Rundschrift ist eine Groteskschrift. Die Schriftart wurde für die Volkswagen AG konzipiert. In englischsprachigen Ländern wird die Schrift unter dem Namen VAG Rounded vertrieben.

## Geschichte und Entstehung
VW verwendete traditionell die Futura als Hausschrift. Ab 1978 wurde die VAG Rundschrift für den einheitlichen Markenauftritt aller Konzerntöchter eingeführt. Die bei ihrer Entstehung einzigartige Gestaltung stammt von Wolf Rogosky und Gerd Hiepler. Spätere Überarbeitungen wurden von Bertel Schmitt und Manfred Schwarzer vorgenommen. 1990 wurde der einheitliche Konzernauftritt beendet und jede Tochter nun mit einem eigenständigen Markenkern ausgestattet. Die VAG Rundschrift wurde in der Folge vom VW-Konzern nicht mehr verwendet. Auch die SRG SSR hat diese Schrift von 1985 bis 1999 unter dem Rhombus-Logo verwendet.
Die VAG Rundschrift wird heutzutage von unterschiedlichen Organisationen genutzt: So verwenden T-Mobile US, Apple Inc. (bis 2015) im Tastaturlayout, Adecco und andere Unternehmen die Schriftart. Für General Electric schuf der Typograph Mike Abbink eine sehr ähnliche Hausschrift, die GE Inspira.